# Cable Firmina
El cable Firmina es un cable submarino de telecomunicaciones entre el estado de Carolina del Sur (Estados Unidos) y la localidad de Las Toninas (Argentina). Es de propiedad de Alphabet, empresa matriz de Google. Tiene una longitud aproximada de 13 500 km, lo que lo convertirá en el cable submarino más largo del mundo.
Estará compuesto por 12 pares de fibras.
En agosto de 2022, Enacom otorgó el permiso a Google para la construcción de este cable por parte de Argentina.
Lleva su nombre en honor a Maria Firmina dos Reis, una autora y abolicionista brasileña del siglo XIX. Mujer mestiza e intelectual, Firmina es considerada la primera novelista de Brasil.

## Puntos de amarre
Los puntos de amarre son:
- Myrtle Beach, Carolina del Sur, Estados Unidos
- Praia Grande, Brasil
- Punta del Este, Uruguay
- Las Toninas, Argentina

Se espera que esté operativo en 2023.
Este cable es parte de 16 cables submarinos que Google está instalando.